# 冯武年
冯武年（1973年12月—），男性，甘肃武威人，中共党员，中华人民共和国政治人物。

## 生平
2018年9月起，冯武年任中共新疆维吾尔自治区皮山县委书记。因在脱贫攻坚战中作出突出贡献，2021年2月25日，他在全国脱贫攻坚总结表彰大会上被授予“全国脱贫攻坚先进个人”荣誉称号。其后更于同年6月29日获得中共中央组织部授予“全国优秀县委书记”荣誉称号。